# (Ah, the Apple Trees) When the World Was Young
(Ah, the Apple Trees) When the World Was Young is een populair nummer, gecomponeerd door M. Philippe-Gerard, met teksten van Angele Vannier. De Engelstalige lyrics zijn geschreven door Johnny Mercer. De originele Franse titel was "Le Chevalier de Paris".
Het nummer is vanuit het perspectief van een vergrijzende Parijzenaar, die z'n eigen leven analyseert.

## Opmerkelijke opnames
- Bing Crosby - opgenomen in Los Angeles, op 4 oktober 1951
- June Christy - Gone for the Day (1957)
- Blossom Dearie - Blossom Time at Ronnie Scott's (1966)
- Aretha Franklin - Soft and Beautiful (1969)
- Mel Tormé - Tormé: A New Album (1977)
- Nat King Cole - Where Did Everyone Go? (1963)
- Frank Sinatra Point of No Return (1962)